# 額我略·伯多祿二十世·蓋布洛揚
額我略·伯多祿二十世·蓋布洛揚（1934年11月14日—2021年5月25日）是亞美尼亞籍天主教亞美尼亞禮宗主教及第二十任亞美尼亞禮天主教基里基雅宗主教區宗主教。

## 生平
蓋布洛揚生於1934年11月14日，在敘利亞阿勒頗。他在黎巴嫩學習，其後他被送到意大利羅馬亞美尼亞禮宗座學院繼續他的深造，並在宗座額我略大學研究哲學和神學。畢業後，他回到黎巴嫩和於1959年3月28日晉鐸。
1977年2月13日晉牧，被時任教宗保祿六世任命為亞美尼亞禮法國宗座代牧區代牧。1986年6月30日宗座代牧區升為巴黎聖十字教區，蓋布洛揚也升任為其主教。
2015年7月24日，他在教會教務會議當選為亞美尼亞天主教第二十任宗主教，接替離世的涅爾謝斯·伯多祿十九世。並同年7月25日，被時任教宗方濟各賜予「教會共融」特恩。2015年8月9日，他將在黎巴嫩的伯總馬正式就任亞美尼亞禮天主教基里基雅宗主教區宗主教。